# Umberto Nobile

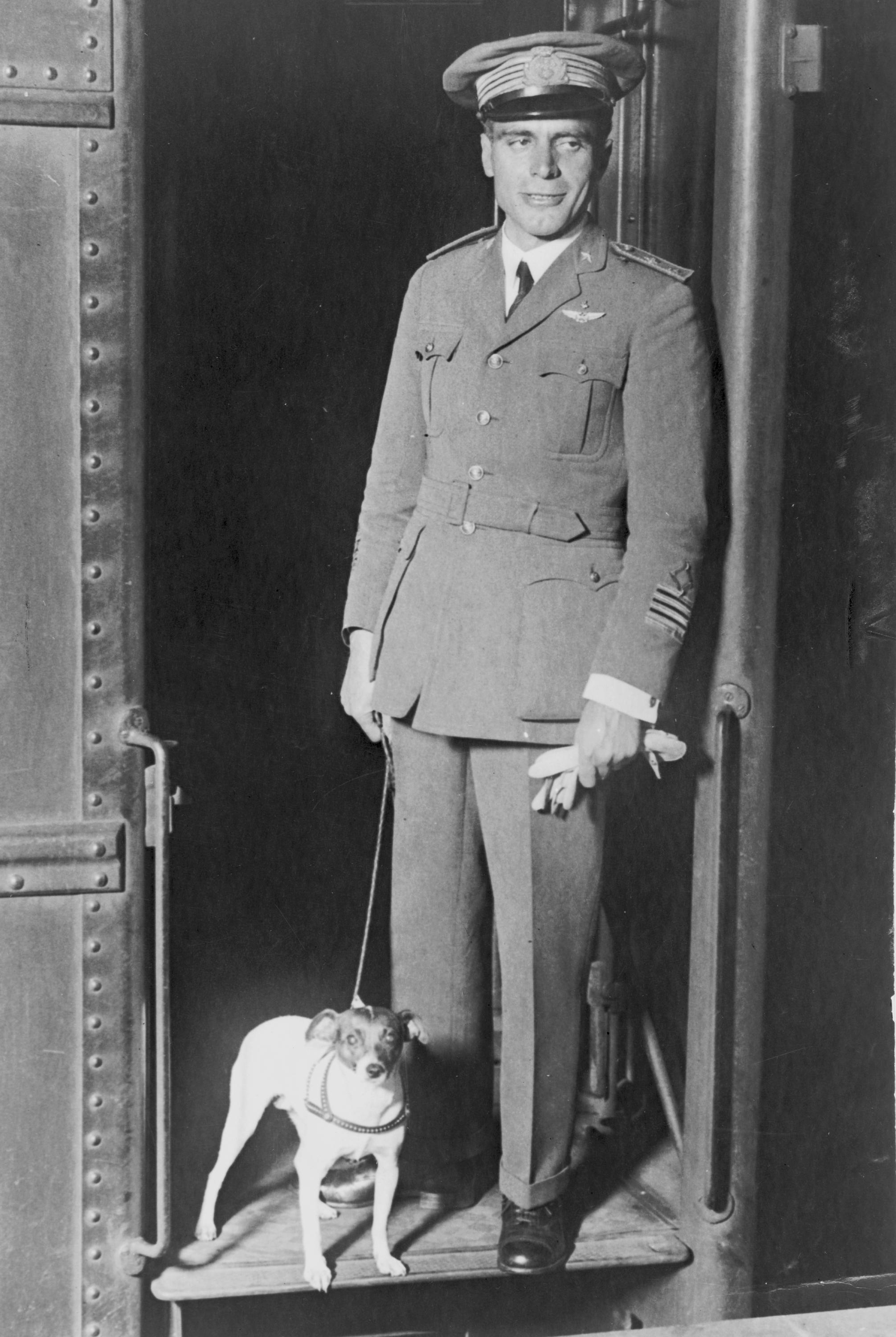
Umberto Nobile (1926)

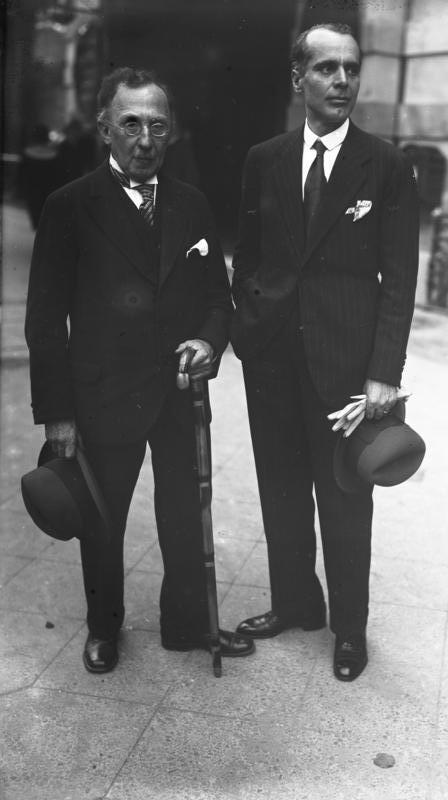
Nobile (rechts) mit Arthur Berson (1929)

Umberto Nobile (* 21. Januar 1885 in Lauro bei Neapel; † 30. Juli 1978 in Rom) war ein italienischer Luftschiffpionier und General. Er wurde besonders durch die Polarfahrten mit seinen beiden halbstarren Luftschiffen berühmt.

## Leben und Wirken

### Karriere
Umberto Nobile schloss die Universität Neapel mit einem akademischen Grad sowohl in Elektrotechnik als auch im Ingenieurwesen „cum laude“ ab. Nach fünf Jahren bei der staatlichen Eisenbahn, wo er an der Entwicklung von Stromleitungen mitarbeitete, betrat er 1911 erstmals das damals noch junge, unerforschte Feld der Luftfahrt.
Im Jahr 1915, als Italien in den Ersten Weltkrieg eintrat, wurde der 29-jährige kleine, dünne Nobile dreimal beim Militär abgelehnt, weil er körperlich für untauglich gehalten wurde. Er schaffte es trotzdem dank seiner technischen Fähigkeiten, in den Dienst des Militärs zu treten. Er bekam den Rang eines Oberstleutnants. Bereits während des Ersten Weltkrieges begann der Bau der ersten Luftschiffe, die jedoch nicht mehr zum Einsatz kamen, da der Krieg vorher beendet war.
Nobile besaß auch eine Luftschifferlizenz, die ihn als Testpilot zum Führen von Luftschiffen qualifizierte. Daneben betätigte er sich als Ausbilder und lehrte Aerodynamik an der Universität von Neapel. Umberto Nobile war an der Entstehung des Kielluftschiffs Roma beteiligt, das von der italienischen Regierung an die USA verkauft wurde. Es wurde am 21. Februar 1922 in Hampton (Virginia) durch einen Unfall in der Luft zerstört. 34 Besatzungsmitglieder kamen um.

### Nordpolexpeditionen

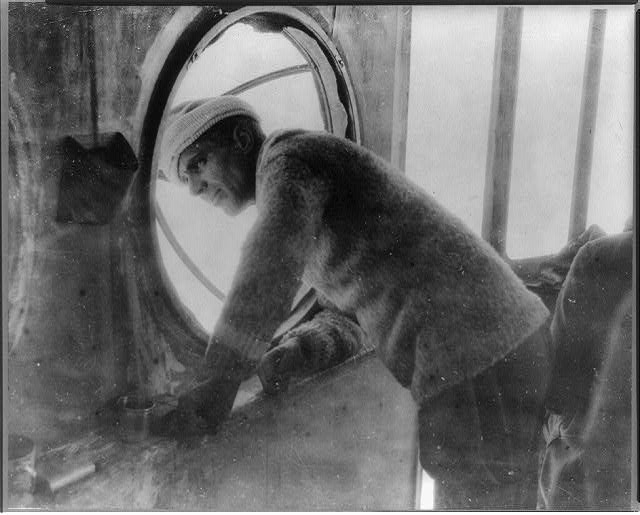
Umberto Nobile betrachtet Ny-Ålesund aus seinem Luftschiff Norge

Nobile brach am 11. Mai 1926 vom norwegischen Ny-Ålesund mit seinem Luftschiff zu einer ersten Polarfahrt auf. Er fuhr am 12. Mai 1926 im Luftschiff Norge gemeinsam mit Roald Amundsen und dem Sponsor der Expedition, dem Amerikaner Lincoln Ellsworth, über den Nordpol. Damit waren sie die ersten Menschen, die den Nordpol zweifelsfrei erreichten.
Zu dieser Zeit ging man noch davon aus, dass Robert Peary im Jahr 1909 den Pol als Erster erreicht hatte. Von Anfang an gab es aber Zweifel an seinen Angaben. Heute bestehen kaum noch Zweifel daran, dass Peary sein Ziel nicht erreicht hatte. Auch an den Angaben des Amerikaners Richard Byrd, der drei Tage vor Amundsen und Nobile mit einem Flugzeug über den Pol geflogen sein will, wurde von Anfang an gezweifelt. Da Belege und Zeugenaussagen fehlen, ist anzunehmen, dass Byrd den Pol um bis zu mehrere hundert Kilometer verfehlte.

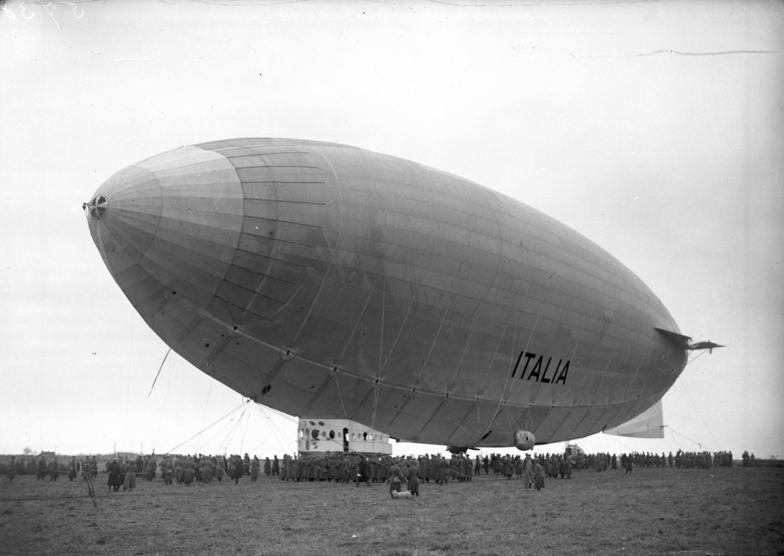
Die Italia, 1928

Bei einer zweiten Fahrt zum Nordpol, diesmal ohne Amundsen, startete Nobile am 23. Mai 1928 mit dem Luftschiff Italia bei Ny-Ålesund auf der Insel Spitzbergen und erreichte den Pol am 24. Mai. Einen Tag später stürzte die Italia mit ihren 16 Besatzungsmitgliedern auf der Rückfahrt vom Nordpol unweit der Insel Foynøya im nordöstlichen Teil des Spitzbergenarchipels ab. Zehn Besatzungsmitglieder einschließlich Nobile wurden auf das Eis geschleudert, dabei kam ein Expeditionsteilnehmer ums Leben und die anderen wurden teilweise schwer verletzt. Das geleichterte Luftschiff stieg mit den sechs an Bord verbliebenen Männern rasch wieder auf. Man fand nie eine Spur von ihnen.
Nobile hatte noch kurz vor dem Start ein kleines Kurzwellenfunkgerät für den Wellenlängenbereich 30 bis 50 m im Luftschiff deponiert.
Mit Hilfe dieses Geräts und dem nötigen Zubehör gelang es dem Bordfunker der Italia, Giuseppe Biagi, Notrufe abzusetzen, die jedoch tagelang ungehört verhallten.
Am 2. Juni 1928 empfing der russische Funkamateur Nikolai Reinholdowitsch Schmidt in Wochma einen SOS-Ruf der Nobile-Nordpolexpedition. Es fand eine internationale Rettungsaktion statt, aber Mussolini wollte nicht, dass Amundsen daran teilnahm. Deshalb startete dieser einen eigenen Rettungsflug mit Hilfe einer französischen Leihgabe, eines Latham-47-Wasserflugzeugs. Nach einem kurzen Zwischenstopp in Bergen ging es weiter nach Tromsø. Am 18. Juni stiegen hier Amundsen und der Pilot Leif Dietrichson zu. Die Maschine flog nach einigen Startversuchen Richtung Spitzbergen, kam jedoch nie dort an. Man fand später einen Schwimmer, der zweifelsfrei von der Latham 47 stammte, wie anhand von Reparaturen, die in Bergen vor dem Start ausgeführt worden waren, festgestellt werden konnte. Nach den Beschädigungen war zu vermuten, dass die Maschine hart auf das Wasser aufgeschlagen war. Schließlich konnte noch ein Benzintank geborgen werden. Jemand hatte versucht, mit einem Holzpfropf eine undichte Stelle des Tanks zu verschließen.
Der durch Knochenbrüche bewegungsunfähige Nobile wurde vom schwedischen Piloten Einar Lundborg in Sicherheit gebracht, die anderen Überlebenden am 12. Juli von den sowjetischen Eisbrechern Krasin und Georgi Sedow (Kapitän Wladimir Woronin) gerettet. Die internationale Zusammenarbeit, insbesondere die Beteiligung der Sowjetunion, rief ein starkes öffentliches Echo hervor. Der deutsche Rundfunk widmete dem Thema ein Jahr nach der Rettungsaktion ein Hörspiel mit dem Titel SOS … rao rao … Foyn – „Krassin“ rettet „Italia“. Bei dieser Rettungsaktion konnte das eigentliche Heimatland der Expedition, Italien unter Mussolini, selbst durch breite Empörung der einheimischen Bevölkerung nicht dazu bewegt werden, sich zu beteiligen. Es stieg erst relativ spät nach internationalem Druck mit zwei Kleinflugzeugen ein.

### Auswanderung
Nobile wurde später von der Öffentlichkeit stark angefeindet, weil man ihm vorwarf, dass er für den Absturz des Luftschiffs verantwortlich gewesen sei und dass er sich als Expeditionsleiter zuerst habe retten lassen. Er verteidigte sich damit, dass der schwedische Pilot den strikten Befehl gehabt habe, zuerst ihn zu retten, aber man glaubte ihm nicht und wollte in Italien nichts mehr mit ihm zu tun haben. Deshalb trat er als General zurück und legte seinen Rang nieder; seinem Rücktrittsgesuch wurde mit einem Erlass des italienischen Luftschifffahrtsministeriums vom 7. März 1929 stattgegeben, der im Amtsblatt veröffentlicht wurde. Einige Quellen behaupten fälschlich, er sei degradiert und aus der Armee strafentlassen worden. Anschließend war Nobile von 1931 bis 1936 Gast der Sowjetunion, um dort den Luftschiffbau zu unterstützen.
Zeitweise war Nobile Ende der 1930er Jahre mit der deutschen Archäologin Hermine Speier liiert. Die als Jüdin geborene Speier wurde 1938 vor Adolf Hitlers Staatsbesuch in Italien verhaftet und einen Tag später durch Nobiles Intervention wieder freigelassen.
Später übersiedelte Nobile in die USA und schließlich nach Spanien. In den USA war er von 1939 bis 1943 Dozent an der Lewis Holy Name School of Aeronautics in Lockport, Illinois.
Im März 1945 wurde er von der Regierung Bonomi rehabilitiert. 1946 erklärte Umberto Nobile seinen Austritt aus der Päpstlichen Akademie der Wissenschaften und trat bei den Wahlen für die Verfassungsgebende Versammlung als unabhängiger kommunistischer Kandidat an.
Nobile starb 1978 im Alter von 93 Jahren und wurde auf dem Cimitero di Prima Porta in der italienischen Hauptstadt Rom beigesetzt.

## Rezeption
Am 9. Juni 1928, als Nobiles Schicksal noch in der Schwebe war, veröffentlichte Aspazija in der lettischen Tageszeitung Jaunākās Ziņas das Gedicht Polara braucejs (Nobiles polarekspedizija) (Der Polarfahrer (Nobiles Polarexpedition)), das auch – mit verändertem Anfang und ohne den in Klammern gesetzten Titelzusatz – 1933 in ihrem achten Gedichtband Dvēseles ceļojums (Reise der Seele) erschien.
Am 5. November 1929 strahlte die Berliner Funkstunde das 64-minütige Hörspiel  SOS … rao rao … Foyn – „Krassin“ rettet „Italia“ von Friedrich Wolf aus. Es gilt als die älteste vollständig erhaltene Hörspielproduktion Deutschlands.
1960 wurde der Nobile-Gletscher in der Antarktis nach Umberto Nobile benannt.
Weihnachten 1967 strahlte das ZDF den deutschen Spielfilm Sieben Wochen auf dem Eis aus, der den Fußmarsch der Überlebenden über das Packeis auf der Suche nach Hilfe thematisiert. Regie führte Fritz Umgelter.
1969 wurde die Geschichte um die Rettungsaktion für die Nordpolexpedition in einer sowjetisch-italienischen Produktion mit Sean Connery, Hardy Krüger, Peter Finch, Claudia Cardinale und Mario Adorf unter dem Titel Krasnaja palatka verfilmt (deutscher Titel: Das rote Zelt).
Der Mondkrater Nobile wurde 1994 von der IAU nach ihm benannt.
Am 27. Mai 1995 wurde in Wolgast ein Rennkutter zu Ehren Umberto Nobiles auf den Namen Nobile getauft. Eigner der Nobile ist die Stadt Wolgast; das Schiff wird von dem gemeinnützigen „Förderverein alter Traditionssegler e. V.“ betrieben. Im Böblinger und Sindelfinger Stadtteil Flugfeld ist eine Straße nach ihm benannt.
Teresina Moscatiello und Simone Orlandini planen, den Stoff unter dem Titel North Pole neu zu verfilmen.
Der Zeichentrickfilm Titina – Ein tierisches Abenteuer am Nordpol über Nobiles Hund ist 2022 erschienen. Im wirklichen Leben war der schwarzweiße Terrier „Titina“ nicht nur unzertrennlicher Begleiter auf seinen Flügen, sondern auch regelmäßig auf Fotos des Generals zu sehen. Nobile ließ „Titina“ nach dem Tod des Hundes ausstopfen und stellte ihm in seinem Arbeitszimmer neben einem Modell des Luftschiffs „Italia“ aus.

## Veröffentlichungen
- Elementi di Aerodinamica (Lehrbuch für Aerodynamik).
- Die „Norge“ auf dem Flug zum Pol. In: Neue Freie Presse, 12. Mai 1926, S. 10 (online bei ANNO).
- Wir fliegen auf den Norpol!. In: Neue Freie Presse, 21. Februar 1928, S. 11 (online bei ANNO).
- Im Luftschiff zum Nordpol. Union Deutsche Verlagsgesellschaft, Berlin 1930.[8]